# Fine Air
Fine Air — международная грузовая авиакомпания, действовавшая с 1989 по 2002 год, когда после банкротства и приобретения она была переименована в Arrow Air. Он выполнял рейсы на самолетах типа Douglas DC-8 и Lockheed L-1011 в пункты назначения в Центральной Америке, Южной Америке и странах Карибского бассейна из международного аэропорта Майами.

## История
Дж. Фрэнк Файн основал авиакомпанию в 1976 году, как лизинговую компанию, владевшую двумя самолетами Boeing 707. Файн владел сельскохозяйственными предприятиями в двенадцати странах Латинской Америки и Карибского бассейна и искал надежную систему поддержки сторонних операторов для доставки своей продукции в Соединенные Штаты. в 1986 году его компания получила сертификат ремонтной станции douglas DC8 после чего в 1994 году получила сертификат эксплуатации авиаперевозчика, в этом же году авиакомпания начала грузовые перевозки.
Сын Дж. Фрэнка Файна, Барри Файн, стал президентом в 1997 году, и к этому моменту в парке авиакомпании было пятнадцать самолетов Douglas DC-8. Большую часть своего существования авиакомпания полностью принадлежала этим двум мужчинам.
7 августа 1997 года рейс 101 разбился в Майами. Fine Air отменила полёты на следующий день после краха и вернула инвесторам всю сумму привлеченного капитала. через несколько недель авиакомпания объявила себя банкротом, и авиакомпанию купила Arrow Air

## Аварии и происшествия
- 07.07.1997 — катастрофа DC-8 в Майами (погибли 5 человек)

## Флот
на 2002 год флот Fine Air был таким:
| ВС              | кол-во | примечание    |  |
| --------------- | ------ | ------------- |  |
| Douglas DC-8-50 | 2      |               |  |
| Douglas DC-8-54 | 2      |               |  |
| Douglas DC-8-55 | 2      |               |  |
| Douglas DC-8-61 | 2      | один разбился |  |
| Douglas DC-8-62 | 2      |               |  |
| Douglas DC-8-63 | 2      |               |  |
| L-1011          | 3      |               |  |